# Тертерская операция
Тертерская операция (апрель — май 1994 года) — крупномасштабное наступление армянских сил на завершающем этапе Первой карабахской войны, сопровождавшееся боями в Тертерском, Агдамском и Геранбойском районах Азербайджана, в результате которого несколько сёл Агдамского и Тертерского районов перешло под контроль НКР.

## Предыстория
В конце 1993 — начале 1994 года после ряда крупных поражений Азербайджан предпринял попытку контрнаступления на всём протяжении фронта. Несмотря на локальные успехи, азербайджанцам не удалось существенно изменить ситуацию на поле боя и добиться крупной победы, к февралю 1994 года их наступление было остановлено и фактически отражено, значительных изменений линии фронта по сравнению с осенью 1993 года не произошло. К началу весны наступательный потенциал Азербайджана исчерпался, вооружённые силы были истощены.
В апреле 1994 года армянское командование спланировало широкомасштабную военную операцию, предполагавшую прорыв обороны азербайджанской армии в районе города Тертер (ранее Мир-Башир), который занимает важное оперативно-стратегическое назначение, его захват и дальнейшее продвижение к райцентрам Барда и Евлах. В случае успеха северо-запад Азербайджана оказался бы отрезанным от остальной территории республики, что вызвало бы новые потоки беженцев. Взятие армянами города могло бы дискредитировать правительство Гейдар Алиева с последующим завершением войны на условиях армянской стороны.
Сотрудник администрации президента Азербайджана Эльдар Намазов вспоминал, как в начале 1994 года был в кабинете президента Гейдара Алиева в Баку, когда полномочный представитель Президента Российской Федерации по Нагорному Карабаху и сопредседатель Минской группы ОБСЕ от России Владимир Казимиров предупредил его, что если азербайджанцы не будут сотрудничать, то рискуют потерять ещё больше территорий.
Казимиров прибыл в Баку и стал угрожать, что если вы не допустите размещения батальонов российских миротворческих сил между позициями армянской и азербайджанской армий, то армяне в течение месяца овладеют Гянджой, Тертером, Бардой и железнодорожной веткой на Грузию.

## Ход операции
Наступление началось в ночь на 10 апреля. Удары наносились по трем расходящимся оперативным направлениям из района Мардакерта (Агдере) в направлении города Тертер, а также западнее и южнее. В бой были введены до 2 тыс. военнослужащих и большое количество единиц бронетехники (в том числе 17 танков) и БТР из состава 83-й мотострелковой бригады и степанакертского мобильного полка.
По данным азербайджанской стороны, 16 апреля подразделения армянской армии предприняли попытки наступления на сёла Талыш и Гюллюджа Агдамского района. 17 апреля с раннего утра армянские вооружённые формирования после интенсивной артиллерийской подготовки вновь начали наступления на село Тапкаракоюнлу Геранбойского района, а на следующий день повторили попытку танкового прорыва на город Тертер, одновременно атаковав пехотой сёла в окрестностях города.
19 апреля азербайджанские части с целью отвлечения от тертерского направления предприняли локальное наступление на южном участке фронта в физулинско—джебраильском секторе, разгромив отдельный разведывательный батальон армян. Подобные действия предпринимались и на других направлениях, как например в районе Омарского перевала, однако несмотря на это, армянские войска не ослабили свои атаки на тертерском и агдамском направлениях и продолжали наращивать давление.
20 апреля 1994 года, после 10 дней ожесточённых боев и повторных попыток прорвать линию фронта, введя в бой части 5-й МСБР и батальона «Тигран Мец», армянским войскам удалось вынудить азербайджанские подразделения к отступлению. Под контроль армян перешли несколько населенных пунктов Агдамского и Тертерского районов, им также удалось продвинуться в направлении Геранбой—Шаумяновск. В качестве трофеев было захвачено 28 единиц бронетехники — 8 танков, 5 БМП, 15 БТР.
Несмотря на фактор внезапности и постоянную переброску подкреплений, армянским войскам не удалось достичь поставленных целей. Опираясь на укрепленный район Тертера, азербайджанцы смогли организовать жёсткую оборону, нанося контрудары и применяя массированное огневое воздействие силами артиллерии, штурмовой авиации и боевых вертолётов на наступавшую армянскую группировку. Азербайджанским войскам удалось удержать основные оборонительные позиции, отдельные тактические прорывы армян были блокированы и частично ликвидированы.

## Последствия
В ходе операции как армянские так и азербайджанские войска понесли тяжелые потери и не были в состоянии вести активные боевые действия. Наступательная группировка армян потеряла свою пробивную силу и фактически вынуждена была отказаться от дальнейших наступательных действий. На фронте сложилась ситуация равновесия, когда обе стороны могли удерживать имевшиеся позиции, но не имели сил для масштабных наступательных действий.
В результате боевых действий около 50 тысяч азербайджанцев (часть из них повторно) стали вынужденным переселенцами, покинув свои обжитые места. По словам перемещённых азербайджанцев, со стороны армян имели место нападения на мирных жителей с применением беспорядочного огня и захвата заложников. Минская группа и страны СБСЕ официально осудили боевые действия и нападения на мирных жителей. 4 мая посол США в Азербайджане Ричард Каузларич назвал ситуацию с перемещёнными лицами в Азербайджане катастрофической.
По словам спикера парламента Азербайджана Расула Гулиева, за несколько дней до прекращения огня он лично побывал на передовой в Тертере, где убедился в том, что азербайджанские позиции находились в критическом положении. Это убедило его в том, что Азербайджану необходимо прекращение огня.
Как вспоминает Роберт Кочарян:
Обе стороны были истощены длительными непрекращающимися боями. Мы поставленную перед собой задачу выполнили: вышли на ту линию соприкосновения, которую планировали. Провал же зимнего наступления Азербайджана и реальная угроза потери Тер-Тера (Мирбашир) сделали Баку гораздо более сговорчивым. Если бы мы заняли Тер-Тер, открылась бы возможность наступления на Евлах с двух направлений, с последующим выходом на Куру, и тогда мы могли отрезать северо-западную часть Азербайджана от остальной территории. В Азербайджане опасались, что мы пойдем дальше, а мы понимали, что любой наш выход дальше, во-первых, потребует новых ресурсов, которыми мы не располагали, а во-вторых, растянет линию фронта на восток, создав нам проблему её удержания в будущем. Таким образом, каждая из сторон имела веские причины согласиться на долгосрочное прекращение огня.
Тертерская операция стала последним крупным сражением Карабахской войны, вскоре стороны конфликта были вынуждены подписать соглашение о прекращении огня.